# 梅普爾頓鎮區 (北達科他州卡斯縣)
梅普爾頓鎮區（英語：Mapleton Township）是位於美國北達科他州卡斯縣的一個鎮區。

## 地方資料
梅普爾頓鎮區的面積為88.10平方千米，當中陸地面積為87.73平方千米，而水域面積為0.38平方千米。根據2020年美國人口普查的數據，當地共有人口193人，而人口密度為每平方千米2.19人。